# Trechus bibulus
Trechus bibulus é uma espécie de insetos coleópteros pertencente à família Carabidae.
A autoridade científica da espécie é Lompe, tendo sido descrita no ano de 1999.
Trata-se de uma espécie presente no território português.